# أنتوني فورلونغ
أنتوني فورلونغ (بالإنجليزية: Anthony Furlong)‏ هو متزلج لوحي أمريكي، ولد في 9 سبتمبر 1978.